# Greta Garbo al cor
 Greta Garbo al cor  (Garbo Talks) és una pel·lícula estatunidenca dirigida per Sidney Lumet, estrenada el 1984.

## Argument
Estelle és una senyora enèrgica que de dia es baralla contra les injustícies i els compromisos i al vespre, retornant a casa seva, plora per enèsima vegada la mort de Margarida Gautier, encarnada per Greta Garbo a la pel·lícula de George Cukor. Està divorciada i ha tingut un fill, Gilbert, que és casat i cuida d'ella. És tot el contrari del caràcter de la seva mare. En l'empresa on treballa és objecte de bromes i no contraria mai els seus superiors. La seva mare s'assabenta que té un tumor al cervell i que no li queda més que quatre o sis mesos de vida. El seu desig, abans de morir, és de veure la seva ídol Greta Garbo, la Divina . Demana al seu fill satisfer el seu desig. Després de múltiples peripècies aconsegueix tenir un contacte amb Garbo que accepta retre visita a Estelle a l'hospital. Gibert deixa la seva mare sola amb la Divina . Estirada al seu llit conta la seva vida a la seva ídol. Les trobades que Gilbert ha tingut en la seva cerca per trobar Garbo l'ha transformat totalment.

## Repartiment
- Anne Bancroft: Estelle Rolfe
- Ron Silver: Gilbert Rolfe
- Nina Zoe: Greta Garbo
- Carrie Fisher: Lisa Rolfe, esposa de Gilbert